# Pierre Lewden
Pierre Lewden (21. februar 1901 – 30. april 1989) var en fransk atlet som deltog i de olympiske lege 1920 i Antwerpen, 1924 i Paris og 1928 i Amsterdam.
Lewden vandt en bronzemedalje under OL 1924 i Paris. Han kom på en tredjeplads i disciplinen højdespring bagefter Harold Osborn og Leroy Brown begge fra USA.